# Anomaloglossus beebei
Anomaloglossus beebei é uma espécie de anfíbio da família Aromobatidae. Pode ser encontrada no platô Kaieteur, que compreende a margem leste da Serra de Pacaraíma, na Guiana. Possivelmente no Brasil, no estado de Roraima. 